# Гинофобия
Гинофобия (от др.-греч. γυνή «женщина», φόβος «страх») или гинекофобия — это навязчивый страх женщин, вид специфической социофобии. В различной иностранной литературе в прошлом также использовался латинский термин horror feminae.
Гинофобию не следует путать с мизогинией, ненавистью, презрением и предубеждением в отношении женщин, хотя некоторые могут использовать эти термины как синонимы в отношении социального, а не патологического аспекта негативных установок по отношению к женщинам.
Этот термин аналогичен понятию андрофобии, ненормальному или иррациональному страху мужчин.

## История
Гинофобия ранее считалась движущей силой гомосексуальности. В своих Исследованиях по психологии секса 1896 года Хэвлок Эллис писал:

Возможно, нетрудно объяснить тот ужас — гораздо более сильный, чем обычно испытываемый по отношению к человеку того же пола, — с которым инверт часто относится к половым органам лиц противоположного пола. Нельзя сказать, что половые органы обоих полов под влиянием сексуального возбуждения эстетически приятны; они становятся эмоционально желанными только благодаря параллельному возбуждению созерцающего. Когда отсутствие параллельного возбуждения сопровождается у созерцателя чувством незнания, как в детстве, или невротической сверхчувствительностью, то возникают условия для воспроизведения интенсивного horror feminae или horror masculis, в зависимости от случая. Возможно, что, как утверждает Отто Ранк в своём интересном исследовании «Die Nacktheit in Sage und Dichtung», этот ужас перед половыми органами противоположного пола, до некоторой степени ощущаемый даже нормальными людьми, воплощён в легенде Мелюзинового типа.

В своей книге Садизм и мазохизм: психология ненависти и жестокости Вильгельм Штекель обсуждает horror feminae мужчины мазохиста.
В разделе «Страх перед женщиной» (1932) книги Женская психология Карен Хорни связала мужской страх перед женщиной со страхом мальчика, считающего что его гениталии неадекватны по отношению к матери.
Профессор Ева Кеулс утверждает, что жестокие амазонки — свидетельство навязчивого страха женщин в классических Афинах.